# Eparchia wrocławsko-koszalińska
Eparchia wrocławsko-koszalińska (łac. Dioecesis Vratislaviensis-Cosalinensis ritus byzantini ucraini; ukr. Вроцлавсько-Кошалінська єпархія) – jedna z trzech eparchii obrządku bizantyjsko-ukraińskiego Kościoła greckokatolickiego w Polsce ze stolicą we Wrocławiu. Ustanowiona eparchią wrocławsko-gdańską w 1996 przez papieża Jana Pawła II. 25 listopada 2020 na skutek reorganizacji Kościoła greckokatolickiego w Polsce przez papieża Franciszka zmieniono nazwę eparchii na wrocławsko-koszalińską z dotychczasową stolicą oraz konkatedrą w Koszalinie. Biskupstwo jest sufraganią archieparchii przemysko-warszawskiej.
6 lutego 2023 Eparchia wrocławsko-koszalińska, a także cała metropolia przemysko-warszawska, uwzględniając wcześniejszą decyzję UCGK na Ukrainie oraz opinię Delegatów Zjednoczonej Rady Diecezjalnej w Porzewicach z czerwca 2022, postanowiła przejść na kalendarz nowojuliański od 1 września 2023.

## Biskupi
- 1996–1998: bp Teodor Majkowicz
- od 1999: bp Włodzimierz Juszczak OSBM

Herb obecnego biskupa eparchialnego – Włodzimierza Juszczaka

## Główne świątynie
- Katedra św. Wincentego i św. Jakuba we Wrocławiu (odpust: 27 września)
- Konkatedra Zaśnięcia Najświętszej Bogurodzicy w Koszalinie[3]

## Terytorium
Od 15 lipca 1996 do 25 listopada 2020 archieparchia obejmowała terytorium Rzeczypospolitej Polskiej po lewej (zachodniej) stronie Wisły, z wyłączeniem miast leżących po obu brzegach rzeki, które w całości należały do archieparchii warszawsko-przemyskiej.
Od 25 listopada 2020 obejmuje terytorium pokrywające się z granicami rzymskokatolickich metropolii: wrocławskiej, poznańskiej, szczecińsko-kamieńskiej, gnieźnieńskiej, katowickiej oraz metropolii częstochowskiej (bez diecezji radomskiej).

## Dekanaty
Dekanaty (protoprezbiteraty) (od grudnia 2017)
- katowicki
- koszaliński
- poznański
- słupski
- wrocławski
- zielonogórski
- legnicki

1 grudnia 2017 został dokonany nowy podział terenu eparchii i zostały utworzone 2 nowe dekanaty: katowicki i poznański.
25 listopada 2020 papież Franciszek utworzył eparchię olsztyńsko-gdańską, zmieniając nazwę dotychczasowej eparchii wrocławsko-gdańskiej na wrocławsko-koszalińską.

## Patroni
- Podwyższenie Krzyża Pańskiego (27 IX)
- Święty Jozafat OSBM – biskup i męczennik (25 XI)